# Pseudogaurax flavipes
Pseudogaurax flavipes är en tvåvingeart som beskrevs av Ismay 1987. Pseudogaurax flavipes ingår i släktet Pseudogaurax och familjen fritflugor. Inga underarter finns listade i Catalogue of Life.